# 薛收
薛收（6世纪？—624年），字伯褒，蒲州汾陰县（今山西省萬榮縣）人，出自河东薛氏西祖第三房，唐朝之际的官员、文学家。

## 生平
其父薛道衡，官隋內史侍郎。薛收自幼過繼給薛孺，十二歲能文。與族兄薛德音、侄子薛元敬齊名，世稱河東三鳳，其中薛收為長雛、薛德音為鶩鷟，薛元敬為鵷雛，好友王績稱薛收之賦“韻趣高奇，詞義晦遠。嵯峨蕭瑟，真不可言”。
薛收因隋煬帝縊死其父薛道衡，遂不仕隋。房玄齡薦入秦王府，李世民授之主簿。其姐妹薛氏则成为唐高祖的婕妤。武德四年（621年），李世民率軍討伐佔據洛陽的王世充，這時竇建德率軍前來救援，秦王部將皆建議撤退，唯獨薛收力排眾議，建議李世民分兵圍困洛陽，另一方面再派兵狙擊竇建德。王世充與竇建德同時被擒。入唐後，兼任陕东道大行台尚书金部郎中，以功授上柱国，封汾阴县男，食邑三百户。武德七年（624年）授天策府記室參軍。不久卒。
唐太宗曾对房玄龄言：“薛收若在，當以中書令處之”。贞观七年（633年），追赠为定州刺史及太常寺卿，谥号曰献。永徽五年（654年）薛收夫人逝世，因其子薛元超奏请，唐高宗下诏于永徽六年八月二十三日陪葬昭陵。

## 延伸阅读
[在维基数据编辑]
 在维基文库阅读此作者作品
 《舊唐書·卷73》，出自刘昫《舊唐書》
 《新唐書·卷098》，出自《新唐書》